# Episodi di Lassie (serie televisiva 1997) (prima stagione)
La prima stagione della serie televisiva Lassie è composta da 26 episodi, andati in onda in Canada nel 1997 e nel 1998.
| nº | Titolo originale        | Titolo italiano | Prima TV Canada | Prima TV Italia |
| -- | ----------------------- | --------------- | --------------- | --------------- |
| 01 | The Great Escape        |                 | 1997            |                 |
| 02 | Lassie Comes Home       |                 |                 |                 |
| 03 | Swamp Thing             |                 |                 |                 |
| 04 | The Raft                |                 |                 |                 |
| 05 | The Horse Healer        |                 |                 |                 |
| 06 | Biker Boys              |                 |                 |                 |
| 07 | Where's Timmy?          |                 |                 |                 |
| 08 | Lassie Is Missing       |                 |                 |                 |
| 09 | The Big Smoke           |                 |                 |                 |
| 10 | Open Season             |                 |                 |                 |
| 11 | The Feud                |                 |                 |                 |
| 12 | A Day in the Life       |                 |                 |                 |
| 13 | Cats Out of the Bag     |                 |                 |                 |
| 14 | On the Case             |                 |                 |                 |
| 15 | Sweet Science           |                 |                 |                 |
| 16 | Poster Pup              |                 |                 |                 |
| 17 | Rush to Judgment        |                 |                 |                 |
| 18 | Fathers and Sons        |                 |                 |                 |
| 19 | That Boy and Girl Thing |                 |                 |                 |
| 20 | Friends of Mr. Cairo    |                 |                 |                 |
| 21 | Bone of Contention      |                 |                 |                 |
| 22 | The Great Emu Hunt      |                 |                 |                 |
| 23 | Not on the Map          |                 |                 |                 |
| 24 | Dog Gone It             |                 |                 |                 |
| 25 | Collie Confusion        |                 |                 |                 |
| 26 | The Lassie Files        |                 |                 |                 |